# الحصين (الحيمة الخارجية)

تعديل مصدري - تعديل

الحصين هي إحدى قرى عزلة الأعروش بمديرية الحيمة الخارجية التابعة لمحافظة صنعاء، بلغ تعداد سكانها 244 نسمة حسب تعداد اليمن لعام 2004.